# Lesoni
Moderní taxonomie tuto podčeleď již neuznává a všechny příslušníky řadí do podčeledi tuři (Bovidae).

## Klasifikace
- Čeleď Bovidae
  - Podčeleď Tragelapinae
    - Tribus Boselaphini
      - Rod Boselaphus
        - nilgau (Boselaphus tragocamelus)

      - Rod Tetracerus
        - antilopa čtyřrohá (Tetracerus quadricornis)

      - Rod Tragoceridus †

    - Tribus Tragelapini
      - Rod Strepsiceros
      - Rod Taurotragus
        - antilopa Derbyho (Taurotragus derbianus)
        - Taurotragus latidens †
        - antilopa losí (Taurotragus oryx)

      - Rod Tragelaphus
        - nyala nížinná (Tragelaphus angasii)
        - nyala horská (Tragelaphus buxtoni)
        - bongo lesní (Tragelaphus eurycerus)
        - kudu malý (Tragelaphus imberbis)
        - lesoň (Tragelaphus scriptus)
        - sitatunga (Tragelaphus spekei)
        - kudu velký (Tragelaphus strepsiceros)